# Партизан
Партиза́н (от итал. partigiano — сторонник определённой общественной группы, партии) — лицо, добровольно ведущее вооружённую борьбу за свободу и независимость своей страны в составе вооружённых организованных партизанских сил на территории, оккупированной противником (либо находящейся под контролем противостоящих политических сил), с использованием методов партизанской войны, член партизанского отряда.
В XIX веке, в России, слово партиза́н обозначало «начальника лёгкого, летучего отряда, вредящего внезапными покушеньями с тылу, с боков». Слово «партизан» употребляется преимущественно как общее название участника негосударственных, то есть не являющихся регулярной армией (или регулярных, действующих в отрыве от основных сил), военных объединений — военных отрядов, состоящих из сторонников определённых политических (властных) кругов или общественных сил данной страны, и использующих поддержку местного населения. Поддержка местного населения является определяющим фактором — в противном случае используется не слово «партизаны», а «бандиты», «диверсионные группы» и т. п. Неофициальный, неформальный характер этих отрядов чаще всего связан с тем, что их целью является борьба против существующей в стране власти (политического или военного режима) или оккупационного режима враждебной страны; причём, преимущественно военным путём, методами партизанской войны в тылу противника — диверсии, террор, вооружённые столкновения с силами полиции, регулярной армии, местной администрации и так далее, пользуясь замаскированным передвижением по территории и избегая фронтальных столкновений с превосходящими силами противника.

## Партизанское движение
Партизанское движение является проявлением народной войны против воинских подразделений и администрации, которые население считает чуждыми и оккупационными. Партизанские силы могут использоваться в ходе регулярной войны для дезорганизации тыла противника.
Партизанские отряды и тактика партизанской войны в тылу противника широко применялась во время многих войн и локальных конфликтов.
В Российской империи и СССР партизанские соединения сыграли значительную роль в разгроме захватчиков в ходе Отечественной войны 1812 года и Великой Отечественной войны (1941—1945), в процессе Первой мировой войны (1914—1918), в годы Гражданской войны (1917—1922) и иностранной военной интервенции (1918—1921), в ходе борьбы с контрреволюцией на территории страны, так и за её пределами (группы активной разведки в Польше, советники партизанских формирований в Китае и Испании). Использовались при решении задач пресечения снабжения вражеских подразделений, снижения их боевого духа, уничтожения разрозненных групп противника, административного и идеологического контроля за местным населением.
При этом в период Великой Отечественной войны регулярными силами практиковалось как снабжение военными материалами и специалистами стихийно образовавшихся боевых групп (самоорганизация населения, окружённые группы военнослужащих), так и забрасывание на оккупированную (контролируемую противником) территорию организаторских групп и регулярных боевых подразделений, частей и соединений.
Партизаны и партизанские соединения как военные формирования имеют спорный официальный международный правовой статус, но по международному праву при пленении могут подпадать под статус «военнопленных», если они обладают статусом комбатанта (сражающегося), то есть удовлетворяют определённым, не всегда строго соблюдаемым, условиям: в общем случае, согласно обычаям ведения войны, эти люди должны иметь во главе лицо, ответственное за своих подчинённых, быть должным образом организованными, иметь отличительный знак, открыто носить оружие, соблюдать в боевых действиях законы и обычаи войны.

## Употребление термина в разное время
В СССР в 1930-е годы сложилась практика употребления слова «партизан» (также «красный партизан») в значении «тот, кто ранее участвовал в партизанских действиях в Гражданской войне на стороне Красной Армии». Слово имело положительную эмоциональную окраску и являлось частью социального статуса человека. Отражение этого словоупотребления присутствует во многих кинопроизведениях той эпохи (например, фильм «Аэроград»).
В течение и сразу после Великой Отечественной войны аналогичное словоупотребление также закреплялось в отношении всех, кто участвовал в партизанских действиях, вне зависимости от их текущего статуса.